# Mali Vrh, Brežice
Mali Vrh este o localitate din comuna Brežice, Slovenia, cu o populație de 254 de locuitori.